# 尼约尔莱
尼约尔莱（法語：Nieurlet，法語發音：[njœʁlɛ]）是法国上法蘭西大區北部省的一个市镇，属于敦刻尔克区。

## 地理
尼约尔莱（50°47'22"N, 2°16'56"E）面积10.25 平方千米，位于法国上法蘭西大區北部省，该省份为法国最北部的省份及最长的省份，西北濒北海，西接加来海峡省，南至埃纳省和索姆省，东与比利时接壤。
与尼约尔莱接壤的市镇（或旧市镇、城区）包括：莱德尔泽勒、圣莫姆兰、圣奥梅尔、克莱尔马赖、比斯克尔、诺尔佩讷。

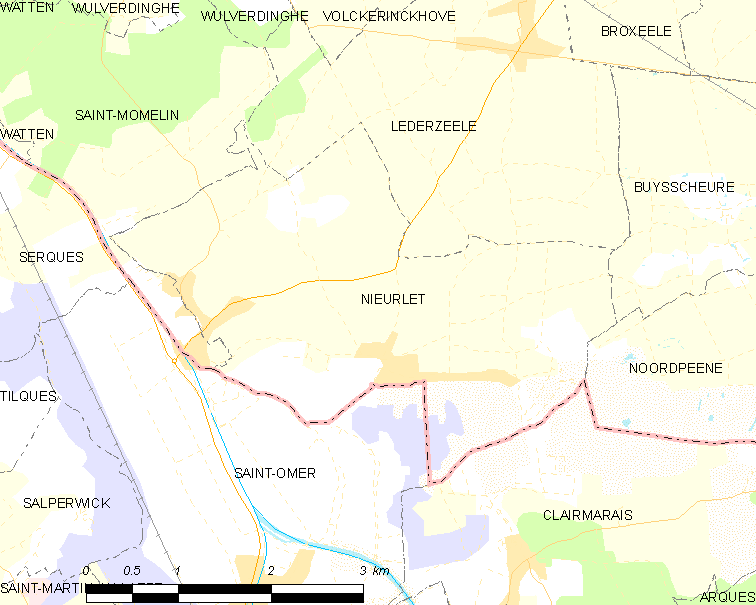
尼约尔莱的OSM定位图

尼约尔莱的时区为UTC+01:00、UTC+02:00（夏令时）。

## 行政
尼约尔莱的邮政编码为59143，INSEE市镇编码为59433。

## 政治
尼约尔莱所属的省级选区为沃尔穆特县。

## 人口

1962-2008年间尼约尔莱人口变化图示

尼约尔莱于2022年1月1日时的人口数量为906人。